# 王美雪
王美雪（1967年11月17日—），台灣台北人，是一名台灣女演員。曾赴中國大陸演戲，也有演出《魯冰花》等台灣電影，也曾多方觸角演出歌曲MV；但多半是以演出閩南語連續劇為主，她曾以華視閩南語連續劇《鳳子龍孫》獲得第30屆金鐘獎最佳女主角獎。

## 生平
1987年，因緣際會被廣告公司相中當時仍就讀高中的王美雪。1988年主演首部電影《隔壁班的男生》，之後又相繼拍攝了《同學會》、《校園青春樂》、《魯冰花》等臺灣電影，1995年憑藉電視劇《鳳子龍孫》榮獲第30屆金鐘獎視后。2004年轉戰中國演藝圈。

## 電影
| 年份   | 片名             | 角色 |
| 1988年 | 《隔壁班的男生》 |      |
| 1988年 | 《嘩鬼學校》     |      |
| 1989年 | 《魯冰花》       |      |
| 1989年 | 《風雨操場》     |      |
| 1990年 | 《大哥大續集》   |      |
| 1990年 | 《花心撞到鬼》   |      |
| 1991年 | 《九命怪貓》     |      |
| 1991年 | 《兄弟珍重》     |      |
| 1992年 | 《末代響馬》     |      |
| 1993年 | 《怨仇輪回》     |      |
| 1996年 | 《飛躍陰陽界》   |      |

## 電視劇
| 年份   | 頻道         | 劇名                           | 角色       | 備註 |
| 1988年 | 台視         | 《黃金孔雀城》                 | 聖劍仙女   | 客串 |
| 1992年 | 華視         | 《劉伯溫傳奇》                 | 紫雲煙     |      |
| 1993年 | 華視         | 《包青天》－雷霆怒             | 張玉蓮     |      |
| 1994年 | 華視         | 《天下父母心》                 | 美玲       |      |
| 1994年 | 華視         | 《鳳子龍孫》                   |            |      |
| 1995年 | 華視         | 《男子漢大豆腐》               | 吳運美     |      |
| 1995年 | 華視         | 《兄弟有緣II》                 | 馮君蘭     |      |
| 1995年 | 華視         | 《驚世媳婦》                   | 蔡美雪     |      |
| 1996年 | 公共電視台   | 《春花望露》                   | 翁惠茹     |      |
| 1996年 | 華視         | 《三國英雄傳之關公》           | 桑小蝶     |      |
| 1996年 | 華視         | 《大紅燈籠高高掛》             | 翠翠       |      |
| 1996年 | 中視         | 《奪愛》                       | 沉曼婷     |      |
| 1996年 | 華視         | 《阿足》                       | 何美枝     |      |
| 1997年 | 民視         | 《媽媽請您也保重》             | 林素秋     |      |
| 1998年 | 民視         | 《深情孤女的願望》             | 柳文秀     |      |
| 1998年 | 民視         | 《真命天子》                   | 柳燕娘     |      |
| 1998年 | 民視         | 《台灣作家劇場－瞎子阿木》     | 林秀英     |      |
| 1998年 | 民視         | 《台灣作家劇場－在室男》       | 大目仔     |      |
| 1998年 | 民視         | 《八仙傳奇》                   | 銀黛       |      |
| 1998年 | 民視         | 《舉頭三尺有神明》－借人還魂   | 馬婉芬     |      |
| 1999年 | 民視         | 《富貴在天》                   | 謝美珠     |      |
| 1999年 | 民視         | 《某大姐》                     | 林玉珍     |      |
| 1999年 | 中視         | 《親親你是我的寶貝》           | 江乃親     |      |
| 2000年 | 民視         | 《民視劇場－檳榔西施》         | 阿芬       |      |
| 2000年 | 民視         | 《民視劇場－刈香》             | 王美雪     |      |
| 2000年 | 民視         | 《將心比心》                   | 蔡雪卿     |      |
| 2000年 | 三立台灣台   | 《伴阮過一生》                 | 淑娟       |      |
| 2001年 | 民視         | 《金枝玉葉》                   | 吳金鳳     |      |
| 2002年 | 民視         | 《雙面教父》                   | 江麗鳳     |      |
| 2003年 | 民視         | 《青龍好漢》                   | 十一姑     |      |
| 2003年 | 民視         | 《日正當中》                   | 金安娜     |      |
| 2003年 | 台視         | 《再見阿郎》                   | 黑玫瑰     |      |
| 2004年 | 八大第一台   | 《真愛無悔》                   | 王美鵑     |      |
| 2005年 | 華視         | 《生命的太陽》                 | 王美雪     |      |
| 2005年 | 中國大陸     | 《滇池上的月亮》               | 小春       |      |
| 2006年 | 台視         | 《神機妙算劉伯溫》-南巫里國    | 七公主     |      |
| 2007年 | 上海電視頻道 | 《情鎖》                       | 楊素卿     |      |
| 2008年 | 台視         | 《懷玉傳奇 千金媽祖》-宮中風雲 | 白若嵐     |      |
| 2008年 | 中視         | 《光陰的故事》                 | 阿芬       |      |
| 2008年 | 三立台灣台   | 《真情滿天下》                 | 李明芳     |      |
| 2009年 | 江西衛視     | 《真愛諾言》                   | 劉喜鵲     |      |
| 2009年 | 台視         | 《一代神相賴布衣》             | 施碧青     |      |
| 2010年 | 大愛電視台   | 《清秀家人》                   | 連母       |      |
| 2010年 | 三立台灣台   | 《家和萬事興》                 | 楊碧華     |      |
| 2011年 | 大愛電視台   | 《何處是我家》                 | 黃月華     |      |
| 2011年 | 大愛電視台   | 《美味人生》                   | 吳太太     | 客串 |
| 2011年 | 大愛電視台   | 《意外的旅程》                 | 謝師姐     |      |
| 2012年 | 台視         | 《巔峰時代》                   | 胡莉茗     |      |
| 2013年 | 大愛電視台   | 《心願》                       | 黃秋良之母 |      |
| 2014年 | 大愛電視台   | 《春暖向陽天》                 | 吳母       |      |
| 2014年 | 中國大陸     | 《青春風暴》                   | 舒靈       |      |

## 外部連結
- 王美雪的新浪微博
- 吟雪齋王美雪個人官網 （页面存档备份，存于）